# Clayton (hrabstwo Jefferson)
Clayton – wieś w Stanach Zjednoczonych, w stanie Nowy Jork, w hrabstwie Jefferson.